# Philippe-Louis-Marc-Antoine de Noailles

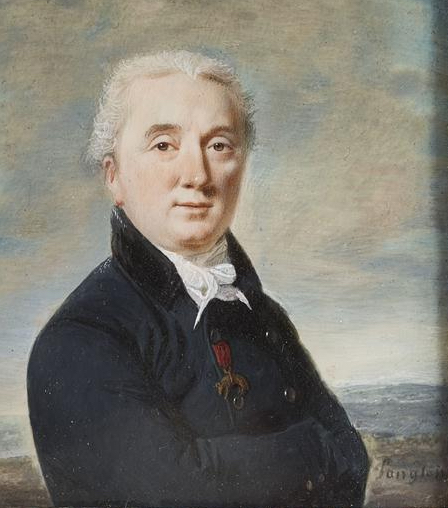
Gemälde von Jérôme-Martin Langlois, Schloss Versailles, zwischen 1800 und 1802

Philippe-Louis-Marc-Antoine, duc de Noailles, prince de Poix (* 21. November 1752; † 17. Februar 1819 in Paris) war ein französischer Politiker.
Philippe-Louis-Marc-Antoine war der älteste Sohn des Marschalls Philippe de Noailles, duc de Mouchy. Er wurde 1789 als Vertreter des Adels von Amiens und Ham in die Generalstände gewählt. Wegen eines Duells mit dem Kommandeur der Nationalgarde in Versailles wurde er zum Rücktritt genötigt.
Er verließ zeitweise das Land, kehrte aber bald zurück und nahm an der Revolution vom 10. August 1792 teil. Um nicht wie seine Eltern guillotiniert zu werden, verließ er abermals das Land. 1800 kehrte er zurück und lebte während des Kaiserreichs zurückgezogen auf seinem Gut in Mouchy. Während der Restauration wurde er zum Pair ernannt.
| Personendaten    | Personendaten                                              |
| ---------------- | ---------------------------------------------------------- |
| NAME             | Noailles, Philippe-Louis-Marc-Antoine de                   |
| ALTERNATIVNAMEN  | Philippe-Louis-Marc-Antoine de Noailles, 1st duc de Mouchy |
| KURZBESCHREIBUNG | französischer Politiker                                    |
| GEBURTSDATUM     | 21. November 1752                                          |
| STERBEDATUM      | 17. Februar 1819                                           |
| STERBEORT        | Paris                                                      |